# Eroll Zejnullahu
Eroll Zejnullahu (1994. október 19. –) német–koszovói labdarúgó, a Berliner AK támadó középpályása.

## Pályafutása
Fiatal éveit a Tasmania Gropiusstadt és a Hertha Zehlendorf csapatainál kezdte, majd 2012-ben az 1. FC Union Berlin akadémiájához került. 2013 február 1-jén debütált a felnőttek között az SV Sandhausen elleni bajnokin. Ezután a tartalék csapatban kapott állandó lehetőséget. 2015 október 17-én a St. Pauli ellen 3-3-s döntetlen hozó mérkőzésen szerezte meg első felnőtt bajnoki találatát.

## Válogatott
2014 május 25-én debütált a koszovói labdarúgó-válogatottban egy szenegáli labdarúgó-válogatott elleni barátságos mérkőzésen.